# Harrie Steegh
Harrie Steegh (Venlo, 26 februari 1934 – Venlo, 4 augustus 1989) was een Nederlands profvoetballer. Hij speelde uitsluitend voor VVV.

## Loopbaan
Steegh begon zijn voetbalcarrière op 14-jarige leeftijd bij VVV waar hij in de loop der jaren zou uitgroeien tot een vaste waarde. Hij stond bekend als een atletische, snelle linksback en werd voor diverse vertegenwoordigende elftallen geselecteerd, waaronder het Nederlands militair elftal en het Nederlands B-elftal waarvoor hij op 4 mei 1958 zou uitkomen in de interland tegen Luxemburg (0-0). Steegh maakte deel uit van het Venlose elftal dat de KNVB Bekerfinale in 1959 won dankzij een 4-1 overwinning op ADO.
Na 18 jaar het geel-zwarte shirt gedragen te hebben beëindigde hij in 1966 zijn carrière. Steegh overleed in 1989 op 55-jarige leeftijd.

## Profstatistieken
| Seizoen         | Club            | Competitie      | Competitie | Competitie | Beker | Beker | Intertoto | Intertoto | Totaal | Totaal |
| Seizoen         | Club            | Competitie      | Wed.       | Dlp.       | Wed.  | Dlp.  | Wed.      | Dlp.      | Wed.   | Dlp.   |
| --------------- | --------------- | --------------- | ---------- | ---------- | ----- | ----- | --------- | --------- | ------ | ------ |
| 1954/55         | VVV             | Eerste klasse D | 2          | 0          | —     | —     | —         | —         | 2      | 0      |
| 1955/56         | VVV             | Hoofdklasse A   | 24         | 0          | —     | —     | —         | —         | 24     | 0      |
| 1956/57         | VVV             | Eredivisie      | 26         | 1          | 5     | 0     | —         | —         | 31     | 1      |
| 1957/58         | VVV             | Eredivisie      | 30         | 0          | 1     | 0     | —         | —         | 31     | 0      |
| 1958/59         | VVV             | Eredivisie      | 34         | 1          | 5     | 0     | —         | —         | 39     | 1      |
| 1959/60         | VVV             | Eredivisie      | 26         | 0          | —     | —     | —         | —         | 26     | 0      |
| 1960/61         | VVV             | Eredivisie      | 22         | 0          | 3     | 0     | —         | —         | 25     | 0      |
| 1961/62         | VVV             | Eredivisie      | 24         | 0          | 1     | 0     | 2         | 0         | 27     | 0      |
| 1962/63         | VVV             | Eerste divisie  | 21         | 1          | 1     | 0     | —         | —         | 22     | 1      |
| 1963/64         | VVV             | Eerste divisie  | 9          | 1          | 0     | 0     | —         | —         | 9      | 1      |
| 1964/65         | VVV             | Eerste divisie  | 22         | 1          | 1     | 0     | —         | —         | 23     | 1      |
| 1965/66         | VVV             | Eerste divisie  | 24         | 0          | 2     | 0     | —         | —         | 26     | 0      |
| Carrière totaal | Carrière totaal | Carrière totaal | 264        | 5          | 19    | 0     | 2         | 0         | 285    | 5      |